# Quốc triều chính biên điển lục
Quốc triều chính biên điển lục (國朝正編典錄) là một cuốn sách thuộc thể loại hội điển ghi chép những điển pháp Đại Việt dưới triều Mạc, nhưng do quan đại thần triều Lê trung hưng là Bùi Huy Bích biên soạn vào khoảng cuối thế kỷ XVIII. Tác phẩm này hiện đã thất truyền.